# Don Francks
 Don Francks (Burnaby, Brit Columbia, Kanada, 1932. február 28. – Toronto, 2016. április 3.) kanadai színházi-, tévé- és moziszínész, dzsesszzénekes volt. Harsonázott és fuvolázott.

## Pályafutása
Don Francks örökbefogadott gyerek volt. Burnabyben, egy Vancouvertől keletre fekvő városban nőtt fel. Fiatal kora óta szerepelt színpadon. Tizenegyévesként tűnt fel először a „The Willow Pattern Plate” című darabban.
Már fiatalon énekelt a is rádióban, ahol a „Don Francksinatra” becenevet kapta. A színpadon főszerepeket játszott az Oklahoma (1954) és az Anything Goes (1955) musicalekben. Ő énekelte a főszerepet a Kelly (1965) című Broadway musicalben, amely azonban akkora katasztrófa volt, hogy már a premier estéjén törölték.
Olyan Broadway és off-Broadway produkciókban szerepelt, mint a The Flip Side (1968), és például Leonard Bernstein színházi dalai (1965). 1968-ban szerepelt az Szivárványvölgy című kétszeres, Oscar-díjra jelölt musicalfilmben. A Francis Ford Coppola által rendezett filmben Fred Astaire vejét, Petula Clark vőlegényét alakította. 2005-ben Francks Petula Clarkkal a torontói Hummingbird Center színpadán elénekelte az „Old Devil Moon” című dalt.
Don Francks első házasságából két gyermeke született, egy lánya és egy fia. Hogy elkerülje a hollywoodi nyüzsgést, Don Francks második feleségével, Lili Francksszal a „Red Pheasant” indián rezervátumba költözött és ott az Iron Buffalo tiszteletbeli indián nevet viselte. Felesége színésznő és táncos volt. A  „Cree” törzshöz tartozott (az indián neve Red Eagle volt) és őslakos amerikai, illetve afrikai, kanadai felmenői voltak.
1974-ben Don Francks családjával Torontóba költözött. Énekelt és dobolt Don Francks & Friends jazzkvartettjével különböző torontói jazzklubokban. Dalokat, verseket írt, motorozott és veterán autókat gyűjtött. A világbéke aktivistája volt, támogatta Tibet felszabadítását, és részt vett a Greenpeace-ben, amelynek „Rainbow Warrior” nevű hajóján utazott.
2006-ban vezette a „Round Midnight” című zenei műsort a kanadai AM740 Prime Time rádión − amelyet élőben lehetett hallgatni az interneten − és főként régebbi szerzők dzsessz- és blueszenéjét játszotta.
Don Francks a fején általában kendőt viselt.

## Albumok
- 1963: Jackie Gleason says... „No one in this world is like Don Francks”
- 1965: Lost... and Alone
- 1988: Mesa: The Four Directions
- 1991: Bob's Favorite Street Songs
- 1999: Jazzsong
- 2000: The Insanity of One Man
- 2004: At the Purple Onion
- 2014: 21st Century Francks

## Filmválogatás
- 1968: Finian's Rainbow
- 1981: Heavy Metal
- 1981: My Bloody Valentine
- 1983: Rock & Rule
- 1987: The Big Town
- 1994: Paint Cans
- 1995: Johnny Mnemonic
- 1996: Bogus
- 2005: Lie with Me
- 2007: I'm Not There
- 2015: He Never Died
- 2016: Murray

## Fordítás
Ez a szócikk részben vagy egészben  a   Don Francks című német Wikipédia-szócikk ezen változatának fordításán alapul.  Az eredeti cikk szerkesztőit annak laptörténete sorolja fel. Ez a jelzés csupán a megfogalmazás eredetét és a szerzői jogokat jelzi, nem szolgál a cikkben szereplő információk forrásmegjelöléseként.